# Borogovia
Borogovia (podle postav zvaných "Borogove"/"žvahlav" z povídky Lewise Carrolla) byl rod malého teropodního dinosaura, žijícího v období svrchní křídy (asi před 70 miliony let) na území dnešního Mongolska.

## Historie
Fosilie borogovie byly objeveny polsko-mongolskou expedicí v roce 1971, a to v lokalitě Altan-Úla IV. Dravý troodontid získal své jméno podle postav v básni Lewise Carrolla Žvahlav z roku 1871. Formálně byl popsán roku 1987 polskou paleontoložkou Halszkou Osmólskou. Původně si autorka popisu myslela, že se může jednat o zástupce rodu Saurornithoides. Fosilie tohoto teropoda byly objeveny v sedimentech souvrství Nemegt.

## Popis
Tento dinosaurus je znám pouze podle fosilních částí zadní končetiny, které naznačují celkovou délku těla asi 2 metry a hmotnost kolem 13 kilogramů. Jednalo se o štíhlého a mrštného predátora, který lovil menší kořist.